# Бурдалешти (Валча)
Бурдалешти (рум. Burdălești) насеље је у Румунији у округу Валча у општини Гушоени. Oпштина се налази на надморској висини од 255 m.

## Становништво
Према подацима из 2002. године у насељу је живело 374 становника, од којих су сви румунске националности.